# Liste der gefallenen Adeligen auf Habsburger Seite in der Schlacht bei Sempach/R

## R
| Geschlecht      | Vorname(n)                                                                                          | Einheitsname                       | Stammsitz                                     | abweichende Schreibweisen                                                                      | Quelle(n) | Anmerkungen | Wappen |
| --------------- | --------------------------------------------------------------------------------------------------- | ---------------------------------- | --------------------------------------------- | ---------------------------------------------------------------------------------------------- | --- | --- | ------ |
| Radt?           | Hans Burkart                                                                                        | Hans Burkart Radt                  | Straßburg                                     | Rader                                                                                          | Luzerner Chronik von Melchior Russ, 1482 • Aegidius Tschudi: Chronicon Helveticum | "diss warent von Strasburg und uss dem Elsass"; Tschudi nennt einen Hans und einen Burckart Rader |        |
| Randegg         | Johannes; Hans; Johann; Hanns; Martinus                                                             | Johannes von Randegg               | Randegg (bei Gottmadingen), Schloss Halsperg? | Randech; Randeck; Randecke; Randeckh; Randegge; Randegk; Randegkh; Randek                      | • Chronik des Benedictinerstiftes Zwettel in Österreich • Chronik des Nicolaus Stulmann, 1407 • Oesterreichische Verlustliste, ca. 1484 • Zusätze zu Petermann Etterlins Chronik, 1531–1545 • Eydgnössisch-schweytzerischer Regiments Ehren-Spiegel • Schwäbische Chronik; Oesterreichische Verlustliste, 1488 • Chronik des Benedictinerkosters Kremsmünster in Österreich • Conrad Schnitt: Wappenbuch der Baslerischen Geschlechter, 1530 • Frankfurter Verlustliste • Breisgauische Liederhandschrift, 1445 • Oesterreichische Chronik des Veit Arenpeck, 1488–1495 • Anonyme österreichische Chronik in Stuttgart, Handschrift 16. Jh. • Offenburgische Chronik, von 1520 • Oesterreichische Verlustliste, ca. 1484 • Aegidius Tschudi: Chronicon Helveticum • Liste des Christian Wurstisen, nach 1580 | "von Schauffhusen"; "der Lang - Des von Wirttenbergs diener;" "Wirtenberger"; "canonicus" Im Absagebrief derer von Randegg wird folgendes bemerkt: "Johans von Randegg, Chorherr zu Costenz; Hainrich von Randegg, Vogt ze Schaffhusen" "De Scaphusa" |        |
| Rapach          | | siehe Rottbach                     |                                               |                                                                                                | | |        |
| Ratberg         | | siehe Rotberg                      |                                               |                                                                                                | | |        |
| Raterstorff?    | Lutzen                                                                                              | Lutz von Raterstorff               |                                               |                                                                                                | Conrad Schnitt: Wappenbuch der Baslerischen Geschlechter, 1530 | "Die ritter und knecht uss dem Hegöuw und Ergouw und am Blauwenn"; einzige Nennung |        |
| Ratsamhausen    | Benedict                                                                                            | Benedict von Ratsamhausen          | Straßburg                                     | Rotzenhusen                                                                                    | Luzerner Chronik von Melchior Russ, 1482 | einzige Nennung eines Benedict v. R. |        |
| Ratsamhausen    | Dietrich; Diepold; Dieterich; Diettrich                                                             | Benedict von Ratsamhausen          | Straßburg                                     | Rathsamhauß; Ratsamhausen; Ratzenhusen; Ratzinhusen; Rotzenhusen; Rotzenhussen                 | • Eydgnössisch-schweytzerischer Regiments Ehren-Spiegel • Offenburgische Chronik, von 1520 • Thurgauer Chronik; Frankfurter Verlustliste • Zusätze zu Petermann Etterlins Chronik, 1531–1545 • Conrad Schnitt: Wappenbuch der Baslerischen Geschlechter, 1530 • Aegidius Tschudi: Chronicon Helveticum • Liste des Christian Wurstisen, nach 1580 | "ritter und knecht us dem obren Elsas"; "Freyherr"; "tres" (ohne Namensnennung); "dryg"; "dry" |        |
| Ratsamhausen    | Heinrich; Hainrich; Hainricus; Hans Heinrich;                                                       | Heinrich von Ratsamhausen          | Straßburg                                     | Rathsamhausen; Ratsamhawsen; Ratzenhusen; Rotzenhusen; Rotzenhussen                            | • Eydgnössisch-schweytzerischer Regiments Ehren-Spiegel • Oesterreichische Verlustliste, ca. 1484 • Breisgauische Liederhandschrift, 1445 • Thurgauer Chronik; Chronik des Nicolaus Stulmann, 1407 • Frankfurter Verlustliste • Luzerner Chronik von Melchior Russ, 1482 • Zusätze zu Petermann Etterlins Chronik, 1531–1545, Conrad Schnitt: Wappenbuch der Baslerischen Geschlechter, 1530 • Liste des Christian Wurstisen, nach 1580 | "nobiles servi de Elsacia" |        |
| Ratsamhausen    | Niclaus                                                                                             | Niclaus von Ratsamhausen           | Straßburg                                     | Rotzenhusen                                                                                    | Luzerner Chronik von Melchior Russ, 1482 | "diss warent von Strasburg und uss dem Elsass"; einzige Nennung eines Niclaus v. R.; In der nachgearbeiteten Liste des Christian Wurstisen wird ein "Paulus filius suus" des Peter von Ratsamhausen erwähnt |        |
| Ratsamhausen    | Peter; Petrus; Petter                                                                               | Peter von Ratsamhausen             | Straßburg                                     | Rathsamhausen; Ratsamhawsen; Ratzenhusen; Ratzinhusen; Rotzenhausen; Rotzenhusen; Rotzenhussen | • Eydgnössisch-schweytzerischer Regiments Ehren-Spiegel • Oesterreichische Verlustliste, ca. 1484 • Breisgauische Liederhandschrift, 1445 • Thurgauer Chronik • Stuttgarter Annalen • Frankfurter Verlustliste • Anonyme österreichische Chronik in Stuttgart, Handschrift 16. Jh. • Luzerner Chronik von Melchior Russ, 1482 • Zusätze zu Petermann Etterlins Chronik, 1531–1545 • Conrad Schnitt: Wappenbuch der Baslerischen Geschlechter, 1530 • Aegidius Tschudi: Chronicon Helveticum • Liste des Christian Wurstisen, nach 1580 | "diss warent von Strasburg und uss dem Elsass" |        |
| Ratzenhausen    | Wolfgang                                                                                            | Wolfgang von Ratzenhausen          | Straßburg                                     | Rotzenhusen                                                                                    | Luzerner Chronik von Melchior Russ, 1482 | einzige Nennung eines Wolfgang v. R. |        |
| Ravensburg      | Felix; Fellix                                                                                       | Felix von Ravensburg               | Burg Freudenfels (Eschenz)                    | Raffenspurg; Ravensburger; Ravenspurg; Ravenspurger                                            | • Oesterreichische Verlustliste, 1488 • Eydgnössisch-schweytzerischer Regiments Ehren-Spiegel • Thurgauer Chronik • Chronik des Nicolaus Stulmann, 1407 • Conrad Schnitt: Wappenbuch der Baslerischen Geschlechter, 1530 • Aegidius Tschudi: Chronicon Helveticum | einzige Nennung eines Wolfgang v. R. |        |
| Rechberg        | Albrecht; Albertus; Albrechtus; Albreht; Gasender; Alprecht; Tharand                                | Albrecht von Rechberg              | Hohenrechberg (Rechberg Schwäbisch Gmünd)     | hochen Rechberg; Hochenrechberg; Rechberk; Reyhenbergkh                                        | • Conrad Schnitt: Wappenbuch der Baslerischen Geschlechter, 1530 • Oesterreichische Chronik des Veit Arenpeck, 1488–1495 • Schwäbische Chronik • Stuttgarter Annalen • Anonyme österreichische Chronik in Stuttgart, Handschrift 16. Jh. • Breisgauische Liederhandschrift, 1445 • Eydgnössisch-schweytzerischer Regiments Ehren-Spiegel • Luzerner Chronik von Melchior Russ, 1482 • Petermann Etterlin´s Chronik, Basel, 1507 • Chronik des Nicolaus Stulmann, 1407 • Jakob Twinger von Königshofen, Stiftsherr zu Straßburg • Stadtchronik von Bern und Conrad Justingers Berner-Chroni, 1414/1420 • Johann Viler: Chronica von Keisern, Paepsten, Eidgenossenschaft und Elsass • Oesterreichische Verlustliste, ca. 1484 • Chronik des Benedictinerstiftes Zwettel in Österreich, Oesterreichische Verlustliste, 1488 • Klingenberger Chronik von Johann von Klingenberg • Aegidius Tschudi: Chronicon Helveticum • Liste des Christian Wurstisen, nach 1580 | "zwen genant von R."; "Sohn des Wilhelm I von Rechberg"; "diss warent uss dem Schwaben landt"; wurde in Königsfelden begraben; "Ritter Uß Schwaben" Tschudi nennt dazu "des von Rechbergs Diener" ohne einen Namen zu Nennen |        |
| Rechberg        | Hans                                                                                                | Hans von Rechberg                  | Hohenrechberg (Rechberg Schwäbisch Gmünd)     | Hochenrechberg; Rechperg                                                                       | • Conrad Schnitt: Wappenbuch der Baslerischen Geschlechter, 1530 • Erhard von Appenwiler, Kaplan in Basel, Fortsetzung der Sächsischen Weltchronik, 1439 • Zusätze zu Petermann Etterlins Chronik, 1531–1545 | "von Schwaben" |        |
| Rechberg        | Ulrich                                                                                              | Ulrich von Rechberg                | Hohenrechberg (Rechberg Schwäbisch Gmünd)     |                                                                                                | Thurgauer Chronik | "sind paner Herren und sträbherren"; einmalige Nennung |        |
| Regisheim       | Hainrich                                                                                            | Hainrich von Regisheim             | Elsass                                        | Regiszheim                                                                                     | Oesterreichische Verlustliste, ca. 1484; Breisgauische Liederhandschrift, 1445 | "die hernach geschriben sind ausz dem Elssäsz" |        |
| Reichenstein    | Conrad; Cunradt; Counrat                                                                            | Conrad von Reichenstein            | Aarau                                         | Richenstein; Richensteiner                                                                     | • Eydgnössisch-schweytzerischer Regiments Ehren-Spiegel • Thurgauer Chronik • Conrad Schnitt: Wappenbuch der Baslerischen Geschlechter, 1530 • Aegidius Tschudi: Chronicon Helveticum | "Freyherr"; "Ritter" |        |
| Reichenstein    | Hainrich                                                                                            | Hainrich von Reichenstein          | Aarau                                         | Richenstain                                                                                    | Oesterreichische Verlustliste, 1488 | "Item die von Araw"; einzige Nennung |        |
| Reifenstein?    | Schlandsperger?                                                                                     | Schlandsperger von Reifenstein     | Steiermark? Burg Reifenstein Sterzing?        | Riffenstein                                                                                    | Oesterreichische Chronik | einzige Nennung |        |
| Reppenbach?     | Simon                                                                                               | Simon von Reppenbach               |                                               |                                                                                                | Eydgnössisch-schweytzerischer Regiments Ehren-Spiegel | einzige Nennung |        |
| Rinach          | Friderich; Fridrich; Fridericus;                                                                    | Fridrich von Rinach                | Burg Unter-Rinach (Burg)                      | Reinach; Rinnach; Runach; Rynach                                                               | • Eydgnössisch-schweytzerischer Regiments Ehren-Spiegel • Oesterreichische Verlustliste, ca. 1484 • Luzerner Chronik von Melchior Russ, 1482 • Chronik des Nicolaus Stulmann, 1407 • Breisgauische Liederhandschrift, 1445 • Thurgauer Chronik • Conrad Schnitt: Wappenbuch der Baslerischen Geschlechter, 1530 • Oesterreichische Verlustliste, 1488 • Zusätze zu Petermann Etterlins Chronik, 1531–1545 • Liste des Christian Wurstisen, nach 1580 | "Sequuntur Nobiles de Ergöw" |        |
| Rinach          | Gunter; Gunther; Gunthart;                                                                          | Gunther von Rinach                 | Burg Unter-Rinach (Burg)                      | Rinach                                                                                         | • Eydgnössisch-schweytzerischer Regiments Ehren-Spiegel • Oesterreichische Verlustliste, ca. 1484 • Conrad Schnitt: Wappenbuch der Baslerischen Geschlechter, 1530 • Breisgauische Liederhandschrift, 1445 • Thurgauer Chronik • Liste des Christian Wurstisen, nach 1580 | "Sequuntur Nobiles de Ergöw" |        |
| Rinach          | Hainrich; Heinrich; Hainricus;                                                                      | Hainrich von Rinach                | Burg Unter-Rinach (Burg)                      | Reynach; Reinach; Runach                                                                       | • Oesterreichische Verlustliste, ca. 1484 • Eydgnössisch-schweytzerischer Regiments Ehren-Spiegel • Thurgauer Chronik • Chronik des Nicolaus Stulmann, 1407 • Luzerner Chronik von Melchior Russ, 1482 • Offenburgische Chronik, von 1520 • Oesterreichische Verlustliste, 1488 • Liste des Christian Wurstisen, nach 1580 | "Sequuntur Nobiles de Ergöw" |        |
| Rinach          | Marquart                                                                                            | Marquart von Rinach                | Burg Unter-Rinach (Burg)                      | Rynach                                                                                         | Zusätze zu Petermann Etterlins Chronik, 1531–1545 | einzige Nennung eines Marquart v. R. |        |
| Rinach          | Rutschmann; Kußmann; Rütschman; Rüschman; Rützman; Rustman; Ruotchman;                              | Ulrich Rutschmann von Rinach       | Burg Unter-Rinach (Burg)                      | Reinach; Rinnach; Rynach                                                                       | • Eydgnössisch-schweytzerischer Regiments Ehren-Spiegel • Oesterreichische Verlustliste, ca. 1484 • Chronik des Nicolaus Stulmann, 1407 • Luzerner Chronik von Melchior Russ, 1482 • Breisgauische Liederhandschrift, 1445 • Thurgauer Chronik • Conrad Schnitt: Wappenbuch der Baslerischen Geschlechter, 1530 • Zusätze zu Petermann Etterlins Chronik, 1531–1545 • Liste des Christian Wurstisen, nach 1580 | "Sequuntur Nobiles de Ergöw" |        |
| Rinach          | Ulrich; Vlrich; Ulrich Russman; Uolrich; Frantz Uolrich                                             | Ulrich von Rinach                  | Burg Unter-Rinach (Burg)                      | Reinach; Reynach; Rinnach; Runach; Rynach                                                      | • Eydgnössisch-schweytzerischer Regiments Ehren-Spiegel • Oesterreichische Verlustliste, ca. 1484 • Anonyme österreichische Chronik in Stuttgart, Handschrift 16. Jh. • Luzerner Chronik von Melchior Russ, 1482 • Breisgauische Liederhandschrift, 1445 • Chronik des Nicolaus Stulmann, 1407 • Thurgauer Chronik • Conrad Schnitt: Wappenbuch der Baslerischen Geschlechter, 1530 • Oesterreichische Verlustliste, 1488 • Zusätze zu Petermann Etterlins Chronik, 1531–1545 • Liste des Christian Wurstisen, nach 1580 | evtl. identisch mit Rutschmann v.R.? |        |
| Rissenberg      | | siehe Küssenberg                   |                                               |                                                                                                | | |        |
| Risser          | Conrad; Dominus                                                                                     | siehe Harasser oder Hofmann        |                                               |                                                                                                | | wohl falsch gelesen "her risser", ist wohl richtig "Harasser" wie ihn andere Quellen nennen. Eventuell handelt es sich beim Besagten auch um Conrad Hofmann. |        |
| Rotberg         | Conrad; Contzelin; Cünzlin; Cuntzli; Cüntzlin; Cuontzly; Conrat; Conradus; Cunrad; Cüntzlin; Cunrat | Conrad von Rotberg                 | Basel; Burg Rotberg                           | Rothberg; Rotperg; Rottberg, Rottperg; Raeperg; Raperg; Rätenberg; Rattberg; Rättenberg        | • Eydgnössisch-schweytzerischer Regiments Ehren-Spiegel • Offenburgische Chronik, von 1520 • Oesterreichische Verlustliste, ca. 1484 • Thurgauer Chronik • Anonyme österreichische Chronik in Stuttgart, Handschrift 16. Jh. • Luzerner Chronik von Melchior Russ, 1482 • Conrad Schnitt: Wappenbuch der Baslerischen Geschlechter, 1530 • Chronik des Nicolaus Stulmann, 1407 • Frankfurter Verlustliste • Constanzer Chronik; Zusätze zu Petermann Etterlins Chronik, 1531-1545 • Oesterreichische Verlustliste, 1488 • Gebhard Dacher´s Konstanzer Chronik, 1470 | "Die ritter und knecht uss dem Hegöuw und Ergouw und am Blauwenn - und sin bruoder"; "Von Pasel der grossen stat" |        |
| Rotberg         | Fridrich                                                                                            | Fridrich von Rotberg               | Basel; Burg Rotberg                           | Rotperg                                                                                        | Luzerner Chronik von Melchior Russ, 1482 | lediglich einmal erwähnt; Mitglied im Löwenbund |        |
| Rotberg         | Otto                                                                                                | Otto von Rotberg                   | Basel; Burg Rotberg                           | Rotperg                                                                                        | Luzerner Chronik von Melchior Russ, 1482 | lediglich einmal erwähnt |        |
| Rotberg         | Werner; Wernlin; Wernli; Wernher; Bernlein; Werlin                                                  | Werner von Rotberg                 | Basel; Burg Rotberg                           | Rothberg; Rotperg; Rottberg; Rottfels; Ratberg; Ra´perg; Rätenberg; Ratperg; Rättenberg        | • Eydgnössisch-schweytzerischer Regiments Ehren-Spiegel • Breisgauische Liederhandschrift, 1445 • Oesterreichische Verlustliste, ca. 1484 • Offenburgische Chronik, von 1520 • Luzerner Chronik von Melchior Russ, 1482 • Anonyme österreichische Chronik in Stuttgart, Handschrift 16. Jh. • Thurgauer Chronik; Conrad Schnitt: Wappenbuch der Baslerischen Geschlechter, 1530 • Oesterreichische Verlustliste, 1488 • Stadtchronik von Bern und Conrad Justingers Berner-Chroni, 1414/1420 • Petermann Etterlin´s Chronik, Basel, 1507 | "Von Pasel der grossen stat "gemäß Zeichnung in der Schlachtkapelle von Sempach trug Werner, dort genannt Wernli, das Wappen der Herren von Thierstein.; Mitglied im Löwenbund |        |
| Rotberg         | Wilhelm                                                                                             | Wilhelm von Rotberg                | Basel; Burg Rotberg                           | Ratperg                                                                                        | • Zusätze zu Petermann Etterlins Chronik, 1531-1545 • Luzerner Chronik von Melchior Russ, 1482 | |        |
| Röteln; Rötelen | | siehe Hagner                       |                                               |                                                                                                | | |        |
| Rothenburg      | Jorg; Hans; Jerg; Götz; Jörg; Georg; Gerye                                                          | Georg Küchenmeister von Rothenburg | Etsch                                         | Kuchimeister; Kuchymeister; Küchenmeister; Kuochymeister, Ruchenmeister                        | • Breisgauische Liederhandschrift, 1445 • Zusätze zu Petermann Etterlins Chronik, 1531–1545 • Oesterreichische Verlustliste, ca. 1484 • Anonyme österreichische Chronik in Stuttgart, Handschrift 16. Jh. • Luzerner Chronik von Melchior Russ, 1482 • Conrad Schnitt: Wappenbuch der Baslerischen Geschlechter, 1530 • Eydgnössisch-schweytzerischer Regiments Ehren-Spiegel • Aegidius Tschudi: Chronicon Helveticum • Liste des Christian Wurstisen, nach 1580 | wurde in Königsfelden begraben; in der Nennung Tschudis heißt es: "Jörg des jungen Hertzogen Kuchimeister". Das Amt des Reichsküchenmeister war erblich und ging von den Herren von Rothenburg an die Nebenlinien von Nordenberg, von Seldeneck, von Bebenburg und von Bilriet über. Die Freiburger Linie dieses Geschlechts hieß Geben (siehe Geben-Schüser die ebenfalls gefallene zu beklagen hatten). Die zahlreichen Nebenlinien trugen eigenständige Wappen. Das gezeigte Wappen ist das Stammwappen Heinrichs I. von Rothenburg, dem ersten Reichsküchenmeister. |        |
| Rot             | Haman; Hartmannus; Amman; Hamman; Hammann; Henman; Hemman                                           | Haman Rot                          | Schwarzwald                                   | Roth; Rott; Röt; Rotte                                                                         | • Oesterreichische Verlustliste, ca. 1484 • Eydgnössisch-schweytzerischer Regiments Ehren-Spiegel • Chronik des Nicolaus Stulmann, 1407 • Breisgauische Liederhandschrift, 1445 • Anonyme österreichische Chronik in Stuttgart, Handschrift 16. Jh. • Thurgauer Chronik • Conrad Schnitt: Wappenbuch der Baslerischen Geschlechter, 1530 • Luzerner Chronik von Melchior Russ, 1482 • Zusätze zu Petermann Etterlins Chronik, 1531–1545 • Liste des Christian Wurstisen, nach 1580 | "von der Ritterschafft aus dem Preisgew"; "diese warent uss Mortnow"" von Freiburg |        |
| Rottbach        | Wilhelm; Wilhalm; Wilhelmus; Willhelm; Wilham                                                       | Wilhelm von Rottbach               | Elsass                                        | Ronbach; Rapach; Rottpach; Rothbach; Rantbach; Rinbach; Ratbach; Routbach; Raatbach            | • Anonyme österreichische Chronik in Stuttgart, Handschrift 16. Jh. • Breisgauische Liederhandschrift, 1445 • Chronik des Nicolaus Stulmann, 1407 • Conrad Schnitt: Wappenbuch der Baslerischen Geschlechter, 1530 • Eydgnössisch-schweytzerischer Regiments Ehren-Spiegel • Frankfurter Verlustliste • Luzerner Chronik von Melchior Russ, 1482 • Oesterreichische Verlustliste, 1488 • Thurgauer Chronik, geschrieben Anf. 15. Jahrhundert • Aegidius Tschudi: Chronicon Helveticum • Liste des Christian Wurstisen, nach 1580 | "nobiles servi de Elsacia"; "die hernach geschriben sind ausz dem Elssäsz"; "diss warent von Strasburg und uss dem Elsass" |        |
| Rotten          | Cristoff                                                                                            | Cristoff von Rotten                |                                               | Rotten                                                                                         | Conrad Schnitt: Wappenbuch der Baslerischen Geschlechter, 1530 | "sin bruoder" (Niclaus); lediglich diese eine Nennung |        |
| Rotten          | Niclaus                                                                                             | Niclaus von Rottenn                |                                               | Rotten                                                                                         | Conrad Schnitt: Wappenbuch der Baslerischen Geschlechter, 1530 | "sin bruoder" (Cristoff); lediglich diese eine Nennung |        |
| Ruchenmeister   | | siehe von Rothenburg               |                                               |                                                                                                | | |        |
| Rudenheim?      | Ulrich                                                                                              | Ulrich von Rudenheim               |                                               |                                                                                                | Eydgnössisch-schweytzerischer Regiments Ehren-Spiegel | lediglich diese eine Nennung |        |
| Rüttlingen?     | Heintzmann                                                                                          | Heintzmann von Rüttlingen          |                                               |                                                                                                | Eydgnössisch-schweytzerischer Regiments Ehren-Spiegel | lediglich diese eine Nennung |        |